# ريكينوا
ريكينوا (بالإسبانية: Requínoa)‏ هي بلدية في تشيلي في مقاطعة كاتشبوال في إقليم أوهيغينز. وهي مركز لنشاط زراعي كبير ، مع كروم العنب وأجود أنواع الفواكه المتنوعة للتصدير .